# Veleposlaništvo Republike Slovenije v Švici
Veleposlaništvo Republike Slovenije v Švici (uradni naziv Veleposlaništvo Republike Slovenije Bern, Švicarska konfederacija) je diplomatsko-konzularno predstavništvo (veleposlaništvo) Republike Slovenije s sedežem v Bernu (Švica). Poleg Švice to veleposlaništvo pokriva še Lihtenštajn.
Trenutni veleposlanik je Iztok Grmek.

## Veleposlaniki
- Iztok Grmek (2020–danes)
- Marta Kos (2017–2020)
- Franc Mikša (2013–2017)
- Branko Zupanc (2012–2013)
- Miha Vrhunec
- Stanko Buser